# Zabujjea, Nemîriv
Zabujjea (în ucraineană Забужжя) este un sat în comuna Vîșkivți din raionul Nemîriv, regiunea Vinnița, Ucraina.

## Demografie
Componența lingvistică a localității Zabujjea
     Ucraineană (97,38%)
     Rusă (2,62%)
Conform recensământului din 2001, majoritatea populației localității Zabujjea era vorbitoare de ucraineană (97,38%), existând în minoritate și vorbitori de rusă (2,62%).